# Cyclemys fusca
Cyclemys fusca is een schildpad uit de familie Geoemydidae. De soort werd voor het eerst wetenschappelijk beschreven door Uwe Fritz, Daniela Guicking, Markus Auer, Robert S. Sommer, Michael Wink en Anna K. Hundsdörfer in 2009. Doordat de schildpad vrij recentelijk is beschreven, wordt de soort in veel literatuur niet vermeld.
Cyclemys fusca komt voor in delen van Azië; in Bangladesh en Myanmar, vermoedelijk komt de soort ook voor in het zuiden van India. Over de levenswijze en biologie is vrijwel niets bekend.